# Peter Kerekes
Pour les articles homonymes, voir Kerekes.
Peter Kerekes, né le 3 avril 1973 à Košice (Tchécoslovaquie), est un documentariste, réalisateur, scénariste et producteur slovaque. Dans ses films, il explore différents domaines de la vie humaine.

## Biographie
Peter Kerekes est marié avec la réalisatrice Katarína Kerekesová (sk).

## Filmographie partielle

### Au cinéma
- 1996 : Jozsef Balogh, Pribenik
- 2003 : 66 sezón (documentaire)
- 2003 : Ladomírske moritáty a legendy (documentaire)
- 2004 : Über die Grenze - Fünf Ansichten von Nachbarn (segment "Helpers", documentaire)
- 2009 : Cooking History (documentaire)
- 2012 : Prvá (série TV documentaire)
- 2013 : Zamatoví teroristi (documentaire)
- 2014 : Slovensko 2.0
- 2014 : Druhý pokus (court-métrage documentaire)
- 2018 : Bata, un cordonnier à la conquête du monde (téléfilm documentaire)
- 2018 : Sest zmyslov Paríza (série TV documentaire)
- 2019 : Batastories (documentaire)
- 2021 : 107 Mothers (Cenzorka)
- 2024 : Wishing on a Star